# تپه تخت شاه ۱۰
تپه تخت شاه ۱۰ مربوط به سده‌های ۶ تا ۹ ه.ق است و در شهرستان زابل، بخش میانکنگی، شهر محمد، دهستان قرقری، ۱/۹۲ کیلومتری شمال روستای تخت عدالت واقع شده و این اثر در تاریخ ۲۸ شهریور ۱۳۸۶ با شمارهٔ ثبت ۱۹۶۶۴ به‌عنوان یکی از آثار ملی ایران به ثبت رسیده است.